# Astrid Séville
Astrid Séville (*  10. Oktober 1984 als Astrid Sigglow in Aachen) ist eine deutsche Politikwissenschaftlerin. Sie ist seit 2023 Professorin an der Leuphana Universität Lüneburg.

## Leben
Astrid Séville studierte nach dem Abitur in Hamm von 2004 bis 2010 Politikwissenschaft, Anthropologie und Romanistik in Freiburg (u. a. bei Gisela Riescher) und Paris. Sie war von 2008 bis 2010 als studentische Hilfskraft und von 2010 bis 2011 als wissenschaftliche Hilfskraft am Lehrstuhl für Politische Theorie des Seminars für Wissenschaftliche Politik der Universität Freiburg tätig. Nach dem Magister war sie von 2011 bis 2015 Promotionsstipendiatin der Studienstiftung des deutschen Volkes. 2015 wurde sie bei Karsten Fischer an der Ludwig-Maximilians-Universität München (LMU) zum Dr. rer. soc. (summa cum laude) promoviert.
Séville war seit 2012 zehn Jahre lang am Geschwister-Scholl-Institut für Politikwissenschaft der LMU tätig, zunächst als Wissenschaftliche Mitarbeiterin und seit 2017 als Akademischen Rätin auf Zeit am Lehrstuhl für Politische Theorie von Karsten Fischer. Dort leitete sie von 2018 bis 2022 zusammen mit Karsten Fischer das Drittmittelprojekt Antipopulismus: Wissenstransfer und Handlungsstrategien in der politischen Bildungsarbeit im vom Bayerischen Staatsministerium für Wissenschaft und Kunst finanzierten Forschungsverbund Zukunft der Demokratie.
Sie war 2014 Visiting Fellow am Centre des Études européennes (CEE) der Sciences Po in Paris sowie 2015 am Centre for the Study of the History of Political Thought der Queen Mary University London. 2016 wurde sie in die Junge Akademie Mainz aufgenommen. 2018 wurde sie in das Junge Kolleg der Bayerischen Akademie der Wissenschaften mit dem Forschungsschwerpunkt Die Provokation der liberalen Demokratie. Phänomenologie des Antipopulismus aufgenommen. Nach Wahrnehmung der Sir Peter Ustinov Gastprofessur an der Universität Wien im Jahr 2022 und einer Vertretungsprofessur für Politische Theorie und Philosophie an der Hochschule für Politik München im Jahr 2022/23 wurde sie 2023 als Professorin für Politikwissenschaft, insbesondere Politische Theorie, an die Leuphana Universität Lüneburg berufen.
Ihr 2018 erschienenes Buch Der Sound der Macht, in dem sie die Rhetorik der Alternativlosigkeit in der deutschen Politik kritisiert, wurde vielfach rezensiert und die Autorin zu ihren Thesen interviewt.
Im öffentlich-rechtlichen Rundfunk sowie bei Diskussionsveranstaltungen wird sie als Politikexpertin hinzugezogen.

## Mitgliedschaften
- Astrid Séville ist Mitglied im wissenschaftlichen Beirat von "Das Progressive Zentrum"[17]

## Hörfunkbeitrag
- Demokratie wagen! Astrid Séville über Bürgerdialog und politische Kommunikation, 24.30 Audio-Version, Astrid Sévilleim Gespräch mit Michael Köhler, Deutschlandfunk "Kulturfragen" 7. Juli 2024

## Schriften (Auswahl)
Monografien
- (zusammen mit Julian Müller) Politische Redeweisen. Mohr Siebeck, Tübingen 2024 (= Zur Sache. Der Essay, 4), ISBN 978-3-16-161502-3.
- Der Sound der Macht. Eine Kritik der dissonanten Herrschaft. Beck, München 2018, ISBN 978-3-406-72722-1.
- „There is no alternative“. Politik zwischen Demokratie und Sachzwang. Campus, Frankfurt am Main/New York 2017, ISBN 978-3-593-50788-0.

Artikel
- (zusammen mit Michael Koß) Politicized Transnationalism: The Visegrád Countries in the Refugee Crisis, in: Politics and Governance 2020, 8/1, S. 95–106.

- Vom Sagbaren zum Machbaren? Rechtspopulistische Sprache und Gewalt. In: Aus Politik und Zeitgeschichte. Bundeszentrale für Politische Bildung, 2019 (online).
- Das Märchen vom Widerstand. Der Vulgärheroismus der Rechtspopulisten. In: Armin Nassehi, Peter Felixberger (Hrsg.): Kursbuch 200 –Revolte 2020. Dezember 2019, S. 154–169.
- There is no Alternative (TINA). Über den faden Sound der Alternativlosigkeit. In: Armin Nassehi, Peter Felixberger (Hrsg.): Kursbuch 194 – Anders Alternativ. Juni 2018, S. 47–61.
- From ‚one best way’ to ‚one ruinous way’? Discursive shifts in ‚There is no alternative’. In: European Political Science Review (EPSR), 9/3, 2017, S. 449–470
- (zusammen mit Marius Hildebrand) Populismus oder agonale Demokratie? Bruchlinien der theoretischen Symbiose von Laclau und Mouffe. In: Politische Vierteljahresschrift, 56/1, 2015, S. 27–43.

## Auszeichnungen
Für ihre Dissertation erhielt sie 2016 den Deutschen Studienpreis der Körber-Stiftung.